# Премія імені Богдана Бойка
Пре́мія і́мені Богда́на Бо́йка — обласна (у Івано-Франківській області) премія в галузі журналістики імені відомого прикарпатського письменника, автора “роману “Липовий цвіт 41-го” Богдана Бойка (1937-2000) заснована 5 березня 2001 року.  Премією відзначаються творчі набутки журналістів, оприлюднені впродовж року в засобах масової інформації, а також ті, що вийшли окремими виданнями і утверджують гуманістичні ідеали та духовність українського народу, показують історичні витоки народу з національною самобутністю і свідомістю, служать ідеалам демократизму суспільства та спрямовані на розвиток державотворення в Україні.
Встановлюється у номінаціях: преса, телебачення, радіомовлення.
Висунення кандидатів з числа членів Національної спілки журналістів України, які творять на теренах області, проводять творчі спілки, редакції засобів масової інформації та видавництв, громадські організації культурно-мистецького спрямування, редакції часописів, управління культури облдержадміністрації, навчальні заклади тощо.